# شيزوكا (محافظة)
محافظة شيزوؤكا (باليابانية: 静岡県
)، هي إحدى محافظات اليابان، تقع في إقليم تشوبو على جزيرة هونشو. اعتبارًا من سبتمبر 2023، بلغ عدد سكان المحافظة حوالي 3,555,818 نسمة، وتغطي مساحة جغرافية تبلغ 7,777.42 كيلومتر مربع.
تحد محافظة شيزوؤكا من الشرق محافظة كاناغاوا، ومن الشمال الشرقي محافظة ياماناشي، ومن الشمال محافظة ناغانو، ومن الغرب محافظة آيتشي.
تُعد مدينة شيزوؤكا العاصمة الإدارية للمحافظة، بينما تُعتبر هاماماتسو أكبر مدنها. ومن المدن الكبرى الأخرى في المحافظة: فوجي، نومادزو، وإيواتا.
تقع شيزوؤكا على ساحل المحيط الهادئ، وتضم خليج سورُغا الذي تشكّل بفعل شبه جزيرة إيزو، بالإضافة إلى بحيرة هامانا، وهي من أكبر البحيرات في اليابان. كما أن جزءًا من جبل فوجي، أعلى بركان في اليابان وأحد رموزها الثقافية، يقع ضمن حدود محافظة شيزوؤكا على خط التماس مع محافظة ياماناشي.
تتمتع شيزوؤكا بإرث صناعي كبير في مجال السيارات والدراجات النارية، حيث كانت مهد تأسيس شركات هوندا وسوزوكي وياماها، كما تحتضن حلبة فوجي الدولية للسباقات.

## المدن
هناك 23 مدينة في محافظة شيزوكا
| - أتامي - فوجي - فوجي-إيدا - فوجينوميا - فوكوروي - غوتيمبا - هاماماتسو - إيتو - إيواتا - إيزو - إيزونوكوني | - كاكه-غاوا - كيكوغاوا - كوساي - ماكينوهارا - ميشيما - نومازو - أومايه-زاكي - شيمادا - شيمودا - شيزوكا - سوسونو - ياإيزو |

## توأمة
لشيزوكا (محافظة) اتفاقيات توأمة مع كل من:
- جيجيانغ (20 أبريل 1982 - )[5]
- محافظة دورنوغوفي (27 سبتمبر 2011 - )[6]
- تشنغتشونغ الجنوبية (30 أبريل 2013 - )[6]

## أعلام
- تاداو هوري
- نوبو ماتسوناغا
- ناوتو أوتاكي
- سيكي ماتسوناغا
- يوشينوري إشيغامي
- شينوبو إيكيدا